# پرووودین
پرووودین (به لاتین: Provodín) یک منطقهٔ مسکونی در جمهوری چک است که در ناحیه تشسکا لیپا واقع شده‌است.